# Arondismentul Colmar-Ribeauvillé
Arondismentul Colmar-Ribeauvillé (în franceză Arrondissement de Colmar-Ribeauvillé) este un arondisment din departamentul Haut-Rhin, regiunea Alsacia, Franța.

## Subdiviziuni

### Cantoane
- Cantonul Andolsheim
- Cantonul Colmar-Nord
- Cantonul Colmar-Sud
- Cantonul Kaysersberg
- Cantonul Lapoutroie
- Cantonul Munster
- Cantonul Neuf-Brisach
- Cantonul Ribeauvillé
- Cantonul Sainte-Marie-aux-Mines
- Cantonul Wintzenheim

### Comune
Comunele arondismentului Colmar-Ribeauvillé:
1. Algolsheim
2. Ammerschwihr
3. Andolsheim
4. Appenwihr
5. Artzenheim
6. Aubure
7. Balgau
8. Baltzenheim
9. Beblenheim
10. Bennwihr
11. Bergheim
12. Biesheim
13. Bischwihr
14. Le Bonhomme
15. Breitenbach-Haut-Rhin
16. Colmar
17. Dessenheim
18. Durrenentzen
19. Eguisheim
20. Eschbach-au-Val
21. Fortschwihr
22. Fréland
23. Geiswasser
24. Griesbach-au-Val
25. Grussenheim
26. Guémar
27. Gunsbach
28. Heiteren
29. Herrlisheim-près-Colmar
30. Hettenschlag
31. Hohrod
32. Holtzwihr
33. Horbourg-Wihr
34. Houssen
35. Hunawihr
36. Husseren-les-Châteaux
37. Illhaeusern
38. Ingersheim
39. Jebsheim
40. Katzenthal
41. Kaysersberg
42. Kientzheim
43. Kunheim
44. Labaroche
45. Lapoutroie
46. Lièpvre
47. Logelheim
48. Luttenbach-près-Munster
49. Metzeral
50. Mittelwihr
51. Mittlach
52. Muhlbach-sur-Munster
53. Munster
54. Muntzenheim
55. Nambsheim
56. Neuf-Brisach
57. Niedermorschwihr
58. Obermorschwihr
59. Obersaasheim
60. Orbey
61. Ostheim
62. Ribeauvillé
63. Riedwihr
64. Riquewihr
65. Rodern
66. Rombach-le-Franc
67. Rorschwihr
68. Sainte-Croix-aux-Mines
69. Sainte-Croix-en-Plaine
70. Sainte-Marie-aux-Mines
71. Saint-Hippolyte
72. Sigolsheim
73. Sondernach
74. Soultzbach-les-Bains
75. Soultzeren
76. Stosswihr
77. Sundhoffen
78. Thannenkirch
79. Turckheim
80. Urschenheim
81. Vœgtlinshoffen
82. Vogelgrun
83. Volgelsheim
84. Walbach
85. Wasserbourg
86. Weckolsheim
87. Wettolsheim
88. Wickerschwihr
89. Widensolen
90. Wihr-au-Val
91. Wintzenheim
92. Wolfgantzen
93. Zellenberg
94. Zimmerbach